# Orchard Portman
Orchard Portman is een civil parish in het bestuurlijke gebied Somerset West and Taunton, in het Engelse graafschap Somerset met 150 inwoners.